# Betariusz
Betariusz (fr. Béthaire de Chartres) (zm. 2 sierpnia 623) – biskup Chartres od około 594.
Ukończył szkołę katedralną w Chartres. Przez pewien czas był eremitą koło Blois. Kapelan i kierownik szkoły dworskiej Chlodwiga II od około 588 roku. Około 594 roku został biskupem Chartres.
Po poddaniu Chartres Teodorykowi II, królowi Burgundii, został na pewien czas uwięziony.
Brał udział w synodzie w Sens.